# As-Suchna
As-Suchna (arab. ‏السخنة‎) – miasto w Syrii, w muhafazie Himsu. W spisie z 2004 roku liczyło 16 173 mieszkańców.
14 maja 2015 miejscowość została zaatakowana i zajęta przez terrorystów ISIS; 6 sierpnia 2017 odbita przez syryjską armię.